# ドイツ連邦道路511号線
ドイツ連邦道路511号線 (独: Bundesstraße 511、短縮形 B 511) はドイツ ノルトライン＝ヴェストファーレン州の、ザウアーラント地方にあるドイツ連邦道路。

## 歴史
ドイツ連邦道路511号線は1970年代半ばに建設された。